# IJzer(II)fluoride
IJzer(II)fluoride is een ijzerzout van waterstoffluoride, met als brutoformule FeF2. De stof komt voor als witte kristallen met een tetragonale kristalstructuur. Het is oplosbaar in water en komt daarin voor als tetrahydraat.
Het commercieel verkrijgbare product kan, door oxidatie, bruin gekleurd zijn.

## Synthese
IJzer(II)fluoride kan bereid worden uit reactie van ijzer(II)carbonaat en waterstoffluoride:
{\displaystyle {\ce {FeCO3 + 2HF -> FeF2 + H2O + CO2}}}